# Croitana
Croitana es un género de mariposas de la familia Hesperiidae, subfamilia Trapezitinae.

## Especies
- Croitana aestiva E. D. Edwards, 1979
- Croitana arenaria E. D. Edwards, 1979
- Croitana croites Hewitson, 1874